# PowerDNS
PowerDNS是一个用C++编写的DNS服务器程序，它可以在大多数类Unix系统上运行。PowerDNS支援多種不同的後端，從簡單的BIND樣式區域檔案（zonefile）到關聯式資料庫，以及負載平衡和故障轉移演算法都包含在內。

## 历史
PowerDNS的开发始于1999年，最初它是一个商业产品。2002年11月，PowerDNS根据GNU通用公共许可证 v2许可证公开了它的源代码。